# Félix von Luxemburg

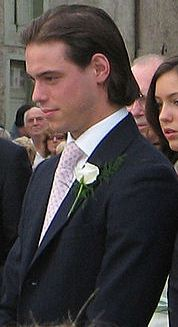
Prinz Félix von Luxembourg

Félix Léopold Marie Guillaume von Nassau (* 3. Juni 1984 in der Maternité Grande-Duchesse Charlotte in Luxemburg) ist Prinz von Luxemburg, Prinz von Nassau und Bourbon-Parma sowie Ritter des Nassauischen Hausordens vom Goldenen Löwen.
Er ist der zweite Sohn des Großherzogs Henri von Luxemburg und dessen Frau Maria Teresa Mestre y Batista und damit auf Platz 4 der Thronfolge nach seinem älteren Bruder Erbgroßherzog Guillaume von Luxemburg und dessen Söhnen Charles und François.

## Leben

### Kindheit und Ausbildung
Nach der Grundschule in Lorentzweiler besuchte Félix die École Privée Notre-Dame Sainte-Sophie in Kirchberg und die American School of Luxembourg, bevor er schließlich 1998 wie vor ihm schon sein älterer Bruder an das Collège Alpin International Beau Soleil in Villars-sur-Ollon, Schweiz wechselte.
Nach seinem Abschluss 2003 trat er wie in der Familie üblich in die Militärakademie Sandhurst in Großbritannien ein, musste die Ausbildung allerdings aufgrund einer schweren Knieverletzung abbrechen. Stattdessen machte Prinz Felix 2003 bis 2004 Praktika in verschiedenen privaten Unternehmen, um Berufserfahrung zu sammeln.
In den folgenden Jahren besuchte Félix verschiedene Universitäten in mehreren Ländern und studierte Politikwissenschaften, Kommunikation und Psychologie, unter anderem am Vesalius College in Brüssel und dem Boston College in den USA.
Daneben arbeitet Félix seit 2005 in der Marketing-und-Public-Relations-Abteilung von Grand Chelem Management, einem Schweizer Unternehmen, spezialisiert auf die Organisation von sportlichen und kulturellen Veranstaltungen.
Ab Oktober 2009 studierte Félix Bioethik am Pontificio Ateneo Regina Apostolorum in Rom. Im Jahr 2013 schloss er das Masterstudium erfolgreich ab.

### Ehe und Familie
Am 13. Dezember 2012 wurde die Verlobung von Prinz Felix mit der deutschen Claire Lademacher (Tochter von Hartmut und Gabriele Lademacher), die er am Collège Alpin International Beau Soleil kennengelernt hatte, bekanntgegeben.
Die standesamtliche Trauung fand am 17. September 2013 in der Villa Rothschild in Königstein im Taunus statt. Die Trauung wurde vom Bürgermeister der Stadt, Leonhard Helm, vollzogen. Die kirchliche Trauung fand am 21. September 2013 in der Basilika St. Maria Magdalena in Saint-Maximin-la-Sainte-Baume, Frankreich statt.
Das Paar verwaltet in der Provence das Weingut Château Les Crostes der Familie Lademacher bei
Lorgues. Nach Rom und Genf wohnt die Familie seit 2018 in Frankfurt.
Am 15. Juni 2014 brachte Prinzessin Claire die Tochter Amalia Gabriela Maria Teresa in Luxemburg zur Welt. Sie wurde am 12. Juli 2014 in Lorgues getauft. Der Sohn Liam Henri Hartmut wurde am 28. November 2016 in Genf geboren. Da die Thronfolge des Hauses Luxemburg seit einer Neuregelung 2010 vorsieht, dass in Zukunft jeweils die Erstgeborenen den Thron besteigen, unabhängig davon, ob es sich um einen Sohn oder eine Tochter handelt, waren bis zu Geburt des Sohnes seines Bruders Guillaume am 10. Mai 2020 er und nachfolgend seine Tochter die nächsten Thronanwärter. Der zweite Sohn Balthasar Felix Karl wurde am 7. Januar 2024 in Luxemburg geboren.

## Aufgaben und Interessen
Félix nimmt regelmäßig an den Aktivitäten der großherzoglichen Familie und offiziellen Veranstaltungen wie dem Nationalfeiertag oder der Abschlusszeremonie der Muttergottesoktav teil.
Daneben hat der sportbegeisterte Prinz die Schirmherrschaft des Fallschirmspringerverbands Cercle Para Luxembourg, Fédération Aéronautique Luxembourgeoise (seit 2003) und der Fédération luxembourgeoise de Basketball (seit 2005) übernommen.

## Vorfahren
| Ahnentafel Prinz Félix von Luxemburg | Ahnentafel Prinz Félix von Luxemburg                                                        | Ahnentafel Prinz Félix von Luxemburg                                                      | Ahnentafel Prinz Félix von Luxemburg                                                           | Ahnentafel Prinz Félix von Luxemburg                                                                                        | Ahnentafel Prinz Félix von Luxemburg                                  | Ahnentafel Prinz Félix von Luxemburg                                  | Ahnentafel Prinz Félix von Luxemburg                                 | Ahnentafel Prinz Félix von Luxemburg                                 |
| ------------------------------------ | ------------------------------------------------------------------------------------------- | ----------------------------------------------------------------------------------------- | ---------------------------------------------------------------------------------------------- | --- | --------------------------------------------------------------------- | --------------------------------------------------------------------- | -------------------------------------------------------------------- | -------------------------------------------------------------------- |
| Ururgroßeltern                       | Herzog Robert I. (Parma) (1848–1907) ⚭ 1884 Infantin Maria Antonia von Portugal (1862–1959) | Großherzog Wilhelm IV. (1852–1912) ⚭ 1893 Infantin Maria Anna von Portugal (1861–1942)    | König Albert I. (Belgien) (1875–1934) ⚭ 1900 Herzogin Elisabeth Gabriele in Bayern (1876–1965) | Prinz Carl von Schweden, Herzog von Västergötland (1861–1951) ⚭ 1897 Prinzessin Ingeborg Charlotte von Dänemark (1878–1958) | Francisco Mestre ⚭ 1894 Matilde Ramos-Almeyda                         | Lucas Alvarez (1868–1940) ⚭ 1895 Narcisa Tabió (1878–1942)            | Melchior Batista (1859–1932) ⚭ 1883 Julia González (1860–1934)       | Laureano Falla (1859–1929) ⚭ 1889 Maria Dolores Bonet (1863–1949)    |
| Urgroßeltern                         | Prinz Felix von Bourbon-Parma (1893–1970) ⚭ 1919 Großherzogin Charlotte (1896–1985)         | Prinz Felix von Bourbon-Parma (1893–1970) ⚭ 1919 Großherzogin Charlotte (1896–1985)       | König Leopold III. (Belgien) (1901–1983) ⚭ 1926 Prinzessin Astrid von Schweden (1905–1935)     | König Leopold III. (Belgien) (1901–1983) ⚭ 1926 Prinzessin Astrid von Schweden (1905–1935)                                  | Jose Antonio Mestre (1897–1961) ⚭ 1924 Maria Narcisa Alvarez (1899–?) | Jose Antonio Mestre (1897–1961) ⚭ 1924 Maria Narcisa Alvarez (1899–?) | Augustin Batista (1899–1968) ⚭ 1926 Maria Teresa Falla (1898–1973)   | Augustin Batista (1899–1968) ⚭ 1926 Maria Teresa Falla (1898–1973)   |
| Großeltern                           | Großherzog Jean (1921–2019) ⚭ 1953 Prinzessin Joséphine Charlotte von Belgien (1927–2005)   | Großherzog Jean (1921–2019) ⚭ 1953 Prinzessin Joséphine Charlotte von Belgien (1927–2005) | Großherzog Jean (1921–2019) ⚭ 1953 Prinzessin Joséphine Charlotte von Belgien (1927–2005)      | Großherzog Jean (1921–2019) ⚭ 1953 Prinzessin Joséphine Charlotte von Belgien (1927–2005)                                   | José Antonio Mestre (* 1926) ⚭ 1951 Maria Teresa Batista (1928–1988)  | José Antonio Mestre (* 1926) ⚭ 1951 Maria Teresa Batista (1928–1988)  | José Antonio Mestre (* 1926) ⚭ 1951 Maria Teresa Batista (1928–1988) | José Antonio Mestre (* 1926) ⚭ 1951 Maria Teresa Batista (1928–1988) |
| Eltern                               | Großherzog Henri (* 1955) ⚭ 1981 María Teresa Mestre (* 1956)                               | Großherzog Henri (* 1955) ⚭ 1981 María Teresa Mestre (* 1956)                             | Großherzog Henri (* 1955) ⚭ 1981 María Teresa Mestre (* 1956)                                  | Großherzog Henri (* 1955) ⚭ 1981 María Teresa Mestre (* 1956)                                                               | Großherzog Henri (* 1955) ⚭ 1981 María Teresa Mestre (* 1956)         | Großherzog Henri (* 1955) ⚭ 1981 María Teresa Mestre (* 1956)         | Großherzog Henri (* 1955) ⚭ 1981 María Teresa Mestre (* 1956)        | Großherzog Henri (* 1955) ⚭ 1981 María Teresa Mestre (* 1956)        |
| Prinz Félix von Luxemburg (* 1984)   |                                                                                             |                                                                                           |                                                                                                | |                                                                       |                                                                       |                                                                      |                                                                      |